# Анатомия Грея (учебник)
«Анатомия Грея» — англоязычный учебник анатомии человека, признанный классическим.
Впервые учебник был издан в Великобритании под названием «Анатомия Грея: описательная и хирургическая теория» в 1858 году, через год — в США. Исследуя анатомические изменения при инфекционных заболеваниях, Грей заразился натуральной оспой от умирающего племянника и умер в возрасте 34 лет, вскоре после второго издания учебника (1860 год). Работа над учебником была продолжена другими специалистами, книга выдержала множество переизданий. 26 сентября 2008 года состоялся юбилейный, 40-й британский выпуск под редакцией профессора Сьюзан Стандринг, под её редакцией в 2020 году вышло 42-е издание книги.

## История книги

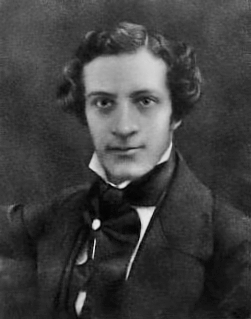
Генри Грей

Британский анатом Генри Грей родился в 1827 году. Изучал развитие эндокринных желез и селёзенки, с 1853 года был лектором по анатомии в медицинской школе лондонского госпиталя Святого Георгия. В 1855 году обратился к своему коллеге Генри Виндайку Картеру с идеей издания недорогого и доступного учебника по анатомии для студентов-медиков.
Препарируя невостребованные трупы из работного дома и госпитального морга на основании Анатомического акта 1832 года, Грей с Картером работали в течение 18 месяцев над материалом, который лёг в основу книги. Грей умер спустя три года после издания его «Анатомии».
В 1878 году в США началась серия номерных изданий учебника (без учёта британской версии 1858 года, изданной в США). «Первое» американское издание примерно соответствовало по времени восьмому британскому; последовавшие за ним издания сформировали отдельную «ветвь», создав определённые неудобства при цитировании и для покупателей, намеревающихся приобрести определённое издание учебника.